# جو بيكر
جو بيكر (بالإنجليزية: Joe Becker) هو لاعب كرة قاعدة أمريكي، ولد في 25 يونيو 1908 في سانت لويس في الولايات المتحدة، وتوفي في 11 يناير 1998 في صنسيت هيلز في الولايات المتحدة.

## وصلات خارجية
- جو بيكر على موقعبيزبول رفرنس.كوم (الدوري الرئيسي) (الإنجليزية)
- جو بيكر على موقعبيزبول رفرنس.كوم (الدوري الثانوي) (الإنجليزية)